# Ґжибовський-Млин
Ґжибовський-Млин (пол. Grzybowski Młyn) — село в Польщі, у гміні Косьцежина Косьцерського повіту Поморського воєводства.
У 1975-1998 роках село належало до Гданського воєводства.